# Wilmer Allison
Wilmer Lawson Allison, Jr. (8 de diciembre de 1904 - 20 de abril de 1977) fue un tenista estadounidense que se destacó durante los años 30. Es considerado un buen jugador de individuales (campeón del Campeonato Estadounidense en 1935 aunque eclipsado por otros grandes de la época como Don Budge y Fred Perry) y un enorme jugador de dobles, formando una histórica dupla junto a su compatriota John Van Ryn.

## Torneos de Grand Slam

### Campeón Individuales (1)
| Año  | Torneo                            | Oponente en la final | Resultado   |
| 1935 | US National Singles Championships | Sidney Wood          | 6-2 6-2 6-3 |

### Finalista Individuales (2)
| Año  | Torneo                            | Oponente en la final | Resultado       |
| 1930 | Wimbledon                         | Bill Tilden          | 3-6 7-9 4-6     |
| 1934 | US National Singles Championships | Fred Perry           | 4-6 3-6 6-1 6-8 |

### Campeón Dobles (4)
| Año  | Torneo                            | Pareja       | Oponentes en la final        | Resultado             |
| 1929 | Wimbledon                         | John Van Ryn | Ian Collins Collin Gregory   | 6-4 5-7 6-3 10-12 6-4 |
| 1930 | Wimbledon                         | John Van Ryn | John Doeg George Lott        | 6-4 5-7 6-3 10-12 6-4 |
| 1931 | US National Doubles Championships | John Van Ryn | Berkeley Bell Gregory Mangin | 6-4 6-3 6-2           |
| 1935 | US National Doubles Championships | John Van Ryn | Don Budge Gene Mako          | 6-2 6-3 2-6 3-6 6-1   |

### Finalista Dobles (5)
| Año  | Torneo                            | Pareja       | Oponentes en la final          | Resultado             |
| 1930 | US National Doubles Championships | John Van Ryn | John Doeg George Lott          | 6-8 3-6 6-3 15-13 4-6 |
| 1932 | US National Doubles Championships | John Van Ryn | Keith Gledhill Ellsworth Vines | 4-6 3-6 2-6           |
| 1934 | US National Doubles Championships | John Van Ryn | George Lott Lester Stoefen     | 4-6 7-9 6-3 4-6       |
| 1935 | Wimbledon                         | John Van Ryn | Jack Crawford Adrian Quist     | 3-6 7-5 2-6 7-5 5-7   |
| 1936 | US National Doubles Championships | John Van Ryn | Don Budge Gene Mako            | 4-6 2-6 4-6           |